# Saints patrons de l'Europe

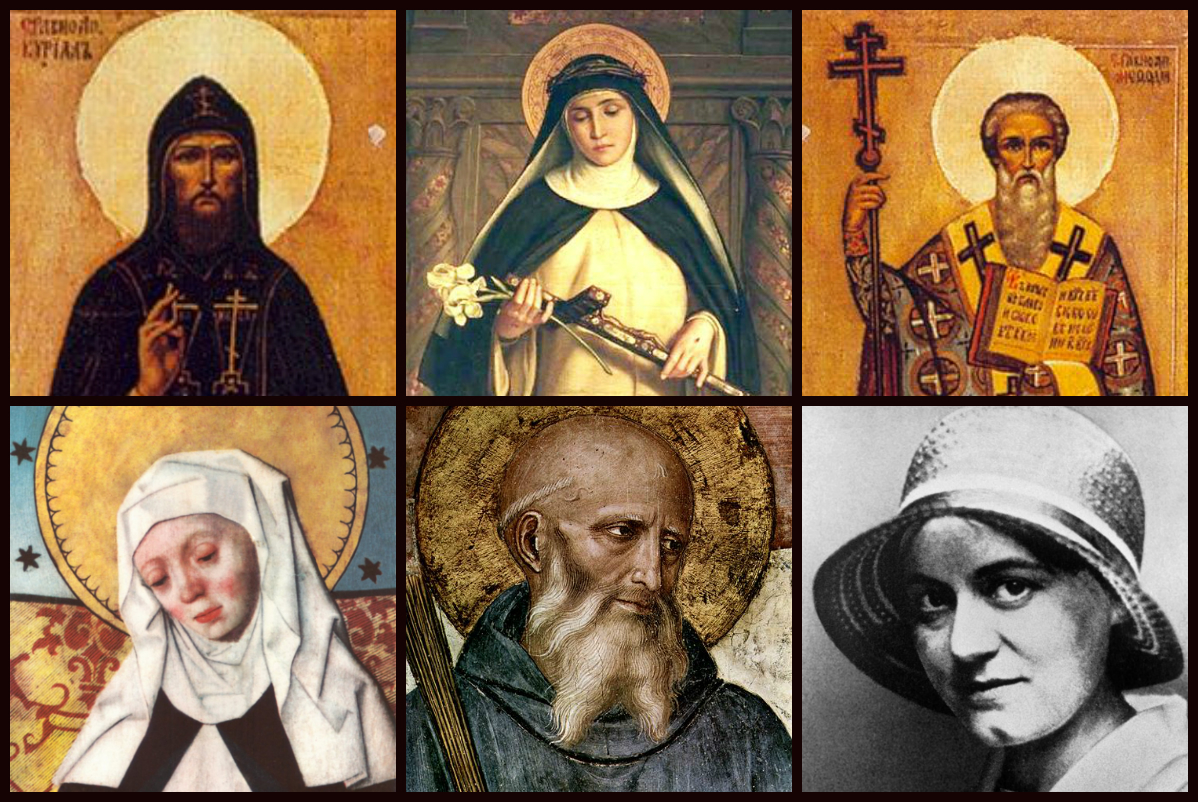
Saints patrons de l'Europe.

L'Église catholique vénère six saints patrons de l'Europe.

## Liste des saints patrons catholiques
- Benoît de Nursie (saint patron de l'Europe depuis le 24 octobre 1964, proclamation du pape Paul VI[1]) ;
- Cyrille et Méthode (co-patrons de l'Europe depuis le 31 décembre 1980, proclamation de Jean-Paul II) ;
- Brigitte de Suède (co-patronne de l'Europe depuis le 1er octobre 1999, proclamation de Jean-Paul II[2]) ;
- Catherine de Sienne (co-patronne de l'Europe depuis le 1er octobre 1999, proclamation de Jean-Paul II[2]) ;
- Thérèse-Bénédicte de la Croix (co-patronne de l'Europe depuis le 1er octobre 1999, proclamation de Jean-Paul II[2]).